# ستانتون فريدريكس
ستانتون فريدريكس (بالإنجليزية: Stanton Fredericks)‏ هو لاعب كرة قدم جنوب أفريقي في مركز الوسط، ولد في 13 يونيو 1978 في جوهانسبرغ في جنوب أفريقيا. شارك مع منتخب جنوب أفريقيا تحت 20 سنة لكرة القدم ومنتخب جنوب أفريقيا لكرة القدم. أما مع النوادي، فقد لعب مع أورلاندو بيراتس وإف سي موسكو وبيدفيست ويتس وسوبر سبورت يونايتد ونادي غراسهوبر زيوريخ ونادي كايزر تشيفز.

## وصلات خارجية
- ستانتون فريدريكس على موقع الاتحاد الدولي (مؤرشف)  (الإنجليزية)
- ستانتون فريدريكس على موقع قاعدة بيانات كرة القدم.إي يو (الإنجليزية)
- ستانتون فريدريكس على موقع ناشيونال فوتبول تيمز (الإنجليزية)
- ستانتون فريدريكس على موقع أوليمبيديا (الإنجليزية)